# Рентные долги
Ре́нтные долги́ (рентная форма поземельного кредита) — форма кредита под залог недвижимости, при которой должник платит ежегодную постоянную ренту без какого бы то ни было погашения. Если же он желает производить погашение капитальной суммы долга, то делает это в таких размерах и в такое время, как это для него удобнее.